# Синано (река)
Сина́но, или Синано-Гава (яп. 信濃川), в префектуре Нагано — Тикума или Тикума-Гава (яп. 千曲川), протекающая на острове Хонсю, — самая длинная из рек Японии и первая по расходу воды. Её протяжённость — 367 км, на территории её бассейна (11 900 км²) проживает почти три миллиона человек. Протекает по территории префектур Ниигата и Нагано через города Нагано и Нагаока и впадает в Японское море в порту Ниигата. По площади бассейна Синано занимает третье место после Тоне и Исикари. Согласно японской классификации, Синано является рекой первого класса.
В древности низовья Синано представляли собой лагуну, которая постепенно превратилась в болотистую аллювиальную равнину Этиго, каждые 3-4 года страдавшую от крупных наводнений. Крупнейшее известное наводнение произошло в 1742 году и унесло жизни около 2800 человек, а восстановление региона заняло несколько десятилетий. С XVI века было предпринято много гидротехнических проектов, изменивших течение реки. В 1730 году река Агано, впадавшая до тех пор в Синано, была напрямую соединена с морем. В 1870—1922 годах южнее Ниигаты был прокопан отводной канал Окодзу, предложенный ещё в начале XVIII века. С тех пор на равнине не происходило катастрофических наводнений, и она превратилась в один из важнейших рисоводческих регионов Японии. В XX веке на реке и её притоках было возведено множество плотин и гидроэлектростанций, ежегодно производящих 4,35 МВт⋅ч электроэнергии.

## Этимология
В низовьях река называется Синано, так как она текла из провинции Синано, на месте которой сегодня расположена префектура Нагано.
В Нагано река называется Тикума — «река тысячи изгибов».

## Течение

Бассейн реки Синано. Красным отмечены крупные города, чёрным — горы, фиолетовым — каналы

Исток реки находится на высоте около 2210 м под горой Кобусигатаке, на границе префектур Нагано, Сайтама и Яманаси. В верховьях река носит название Тикума и течёт на север через горы, протекая через впадины Саку и Уэда. Дальше река протекает через долину Сакаки (яп. 坂城広谷) и город Тикума, ниже которого Тикума попадает во впадину Нагано, по которой она, петляя, течёт на северо-восток. Тикума протекает через город Нагано, где в неё впадает левый приток Сайгава. После Нагано река вновь течёт по горным ущельям, протекая через города Накано и Иияма.
В среднем течении река протекает по разлому Фосса-Магна, разделяющему Японию на восточную и западную части.
У Миянохара река пересекает границу префектуры Ниигата и меняет своё название на Синано. Она образует речные террасы и течёт через город Токамати, на территории которого в неё впадает Уоно. Далее Синано течёт на север через город Одзия до города Нагаока, где начинается её конус выноса. В городе Цубаме от реки ответвляется водоотводный канал Окодзу, после чего река вбирает в себя приток Карията. Чуть ниже от неё ответвляется рукав Наканокути длиной 31,9 км. Далее Синано объединяется ещё с несколькими притоками и течёт по аллювиальной равнине Этиго (или Синано), образованной наносами рек Синано и Агано. Синано и Агано соединяет канал Коагано длиной в 10,8 км. Недалеко от устья в реку вновь впадает рукав Наканокути, и от неё ответвляется водоотводный канал Секия, после чего Синано впадает в Японское море в порту Ниигата. В Ниигате через реку переброшен мост Бандай длиной 306,9 метра, считающийся символом города и признанный важным объектом культурного наследия.

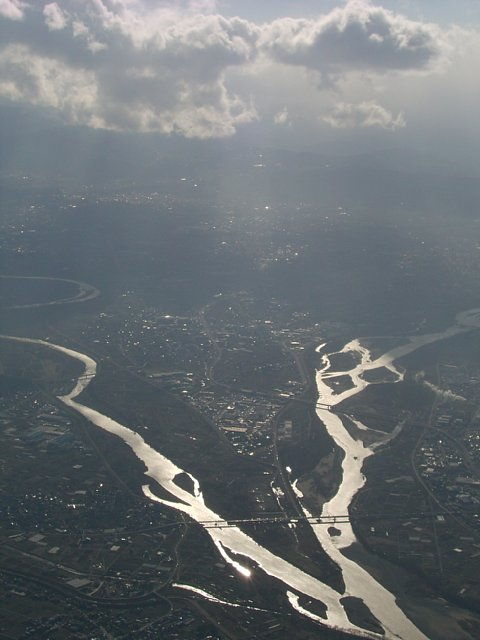
Слияние Тикумы и Сая

Длина Тикумы (то есть длина участка реки в префектуре Нагано) составляет 214 км, длина Синано в префектуре Ниигата — 153 км.

### Притоки
У реки есть 116 притоков.
Крупнейшими притоками реки являются Сай (Сайгава, длина — 161 км, площадь бассейна — 2773 км², расход воды — 124 м³/с) и Уоно (крупнейший приток в среднем течении реки, расход воды 157 м³/с, длина — 68 км, площадь бассейна — 1408 км²). Другим крупным притоком является Икараси (длина — 38,7 км, площадь бассейна — 310,1 км²).
Некоторые авторы рассматривают реки Сай и Тикума в качестве истоков Синано.

## Гидрография

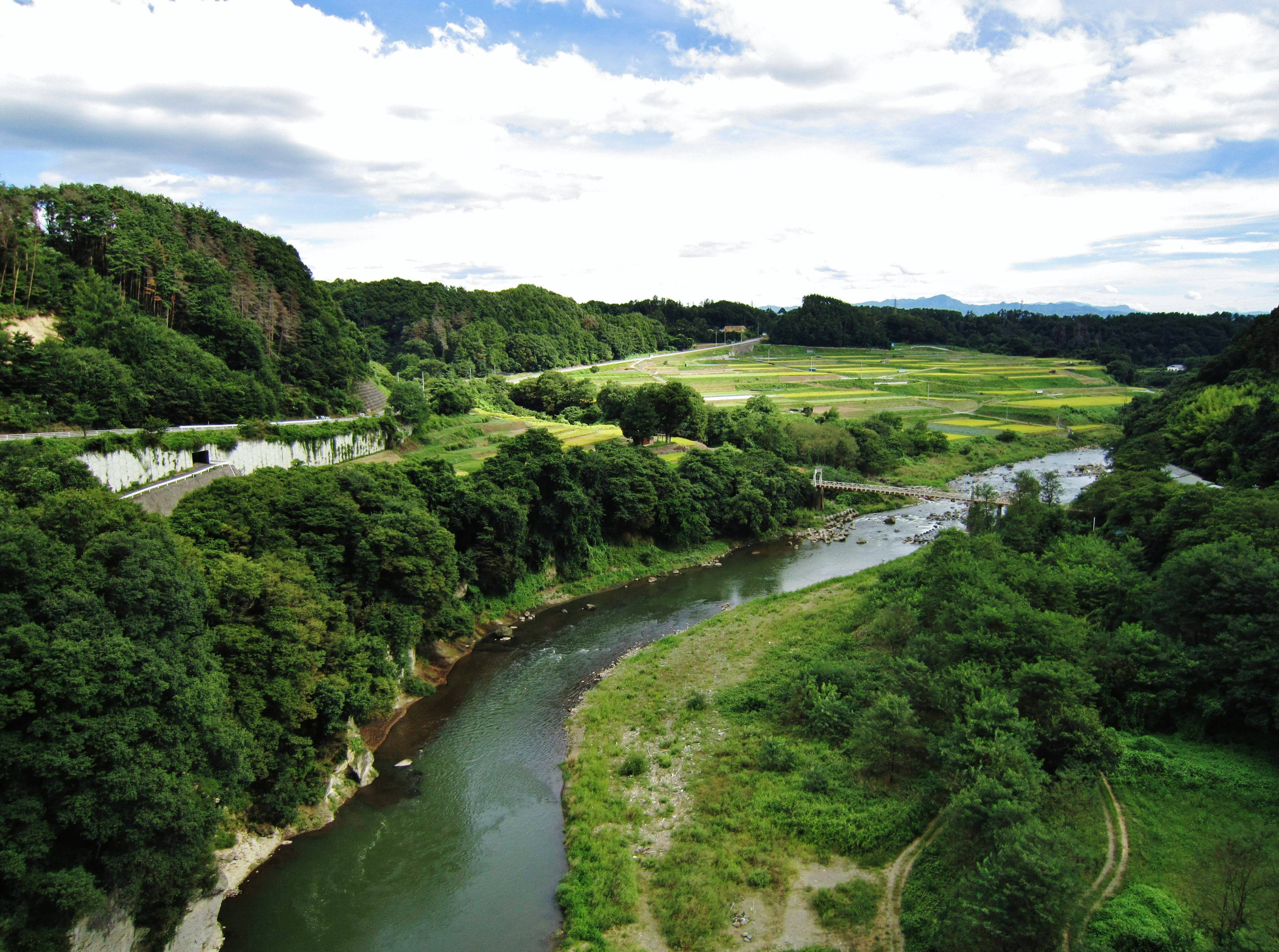
Тикума в верховьях

Уклон реки в верховьях выше впадины Саку составляет около 1/30, между впадиной Саку и мостом Тикума — 1/200—1/400, от моста Тикума до впадины Иияма — 1/1000—1/1500. От устья Сайгавы до Хата, где река течёт через горы, уклон составляет около 1/20, во впадине Мацумото — 1/100—1/300, там река образует конус выноса. От границы префектуры Ниигата до устья Уоно уклон составляет 1/200—1/400, от Одзия до Нагаоки — 1/700—1/1300, от Нагаоки до водоотводного канала Окодзу — 1/3000, оттуда до устья — 1/3700—1/15000.
Среднегодовая норма осадков в районе реки составляет около 900 мм в год у Нагано, около 2300 мм в год у Нагаоки и около 1800 мм в год у Ниигаты. Питание Синано смешанное, до половины воды попадает в неё в результате таяния снега.
Бассейн реки находится на территории префектур Ниигата, Нагано и Гифу.
Около 70 % бассейна занимает природная растительность, около 19 % — сельскохозяйственные земли, около 2 % — водная поверхность, около 9 % застроено.
На начало XXI века средний расход воды составляет 503 м³/с у Одзия (495 м³/с). Максимальный расход воды был зарегистрирован 23 августа 1981 года на станции Одзия и составил 9640 м³/с, причиной послужил тайфун Тед. У устья Синано максимальный расход — 2250 м³/с — был зарегистрирован в сезон дождей 1978 года. Среднегодовой расход Синано — 15,4 млрд м³ — является крупнейшим в Японии.
На начало XX века средний расход воды составлял 624 м³/с, в межень до 340 м³/с, в половодье до 5000 м³/с.
В 1860—1870-х годах, согласно измерениям шотландского инженера Ричарда Брантона, средний расход воды Синано составлял 1,5 млн кубических футов в минуту (около 710 м³/с), летом — 0,7 млн (около 330 м³/с), в половодье до 14 млн (около 6610 м³/с).

## История

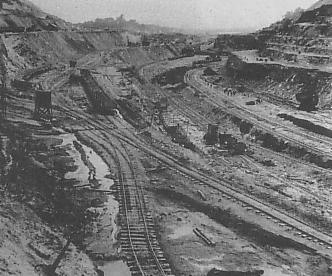
Строительство канала Окодзу

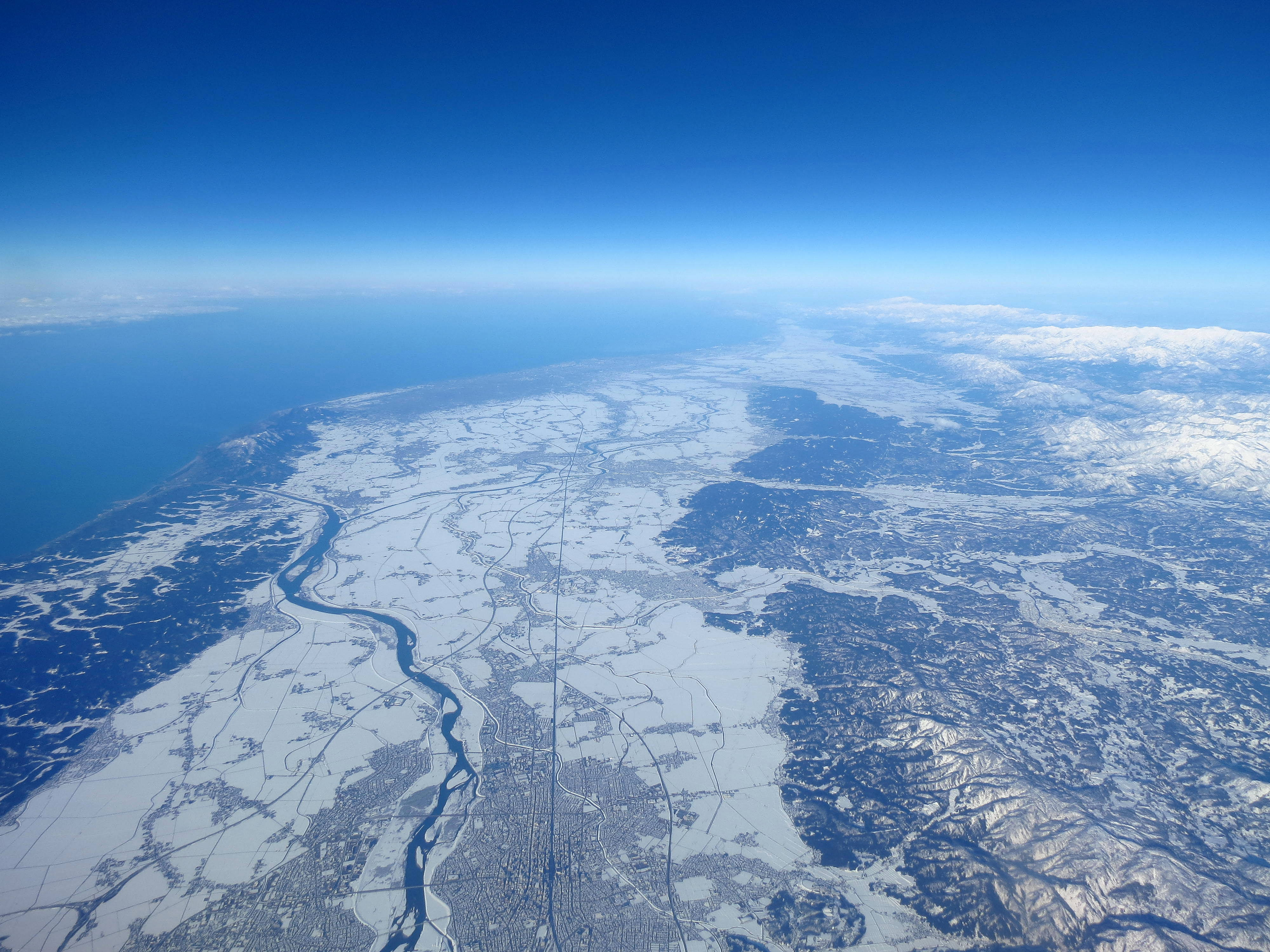
Река Синано, Нагаока и канал Окодзу

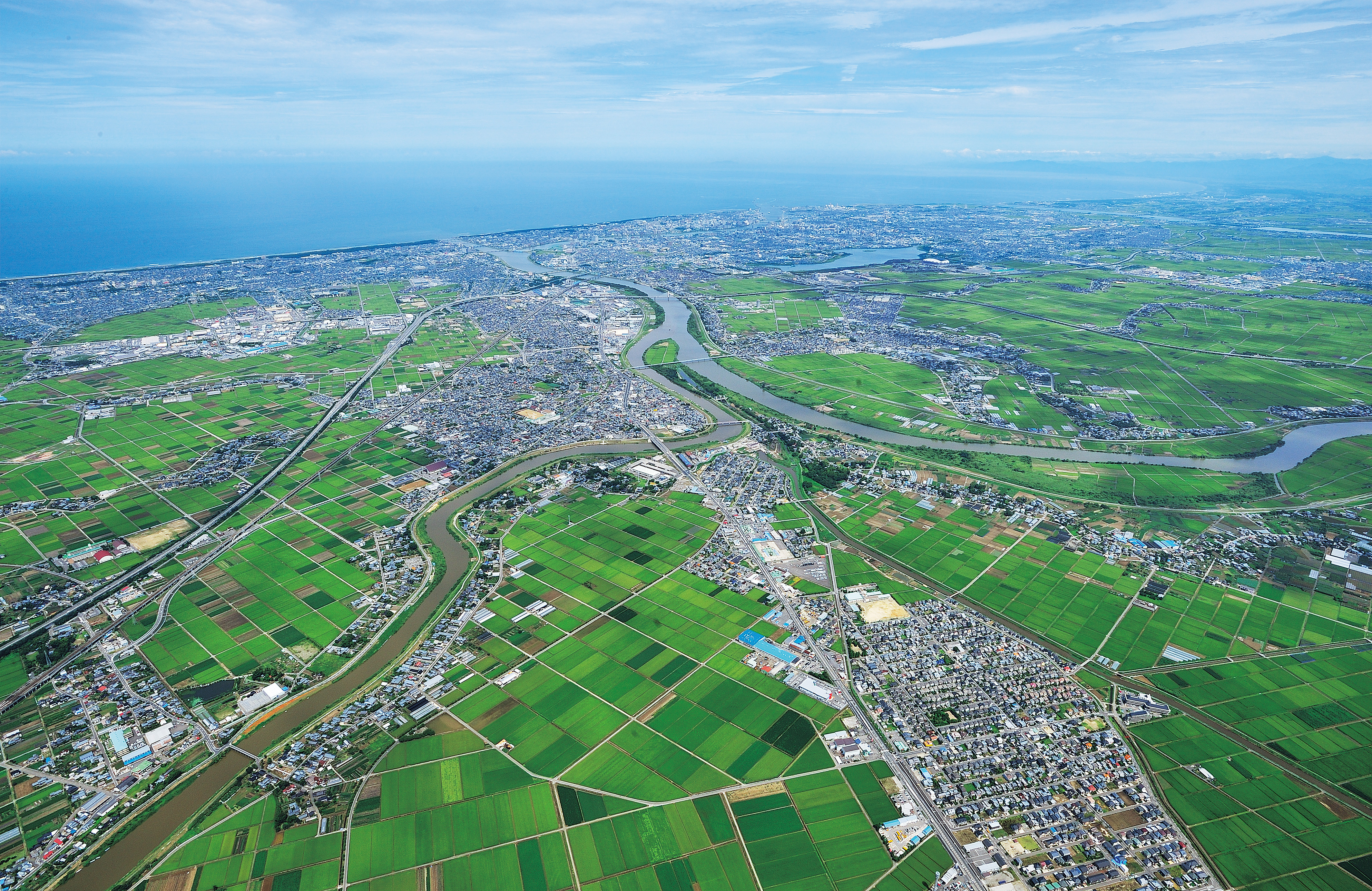
Река Синано (справа), река Накагути и канал Секия

Около 7 тысяч лет назад Синано, как и протекающая восточнее река Агано, впадала в лагуну, расположенную на месте нынешнего города Ниигата. К началу XI века накопившиеся в лагуне речные осадки привели к формированию новой береговой линии, близкой к современной, а вдоль побережья образовались высокие песчаные дюны. К началу эпохи Эдо реки текли по курсу, близкому к современному, за исключением того, что Агано, ранее впадавшая прямо в Японское море, стала впадать в Синано недалеко от её устья.
Низовья Синано (равнина Этиго) представляли собой низинную заболоченную местность, где было множество озёр; эти края часто страдали от наводнений. В 1592 году Наоэ Ямасиро-но-Ками предпринял первый крупный гидротехнический проект на равнине, проект Сугуэ, в рамках которого русло реки было перенесено на запад.
В 1730 году был выкопан отводной канал Мацугасаки, напрямую соединивший реку Агано с морем недалеко от места её впадения в Синано. Канал был перекрыт шлюзом, но на следующий год весеннее половодье прорвало шлюз, тем самым превратив канал в основное течение реки.
С 1600 по 1900 год равнину в низовьях Синано затапливало около 100 раз, наводнения случались каждые 3-4 года.
В начале XVIII века местный торговец Хоммая Кадзуэмон впервые предложил построить отводной канал южнее Ниигаты, около Окодзу, для борьбы с наводнениями. Канал должен был иметь длину 10 км и проходить через твёрдые породы, в отличие от предыдущих каналов. От реки канал должна была отделять укреплённая дамба с водосливом на такой высоте, чтобы вода переливалась через неё только в случае наводнения (эта простая конструкция была распространена в Японии и называлась «араидзэки»). В 1842 году сёгунат провёл оценку стоимости постройки канала и отказался от него как от слишком дорогого проекта. Кроме сложных геологических условий, проблемой являлась постройка достаточно прочной дамбы на западном берегу. К тому же проект встретил сопротивление торговцев и властей Ниигаты, опасавшихся, что постройка канала может привести к обмелению порта.
В 1868 году произошло очередное крупное наводнение, и на следующий год было принято решение о постройке канала Окодзу. В 1870 году было основано Бюро по отводу воды Синано (Синано-бунсуй-якусё) с бюджетом в миллион рё. Противодействие проекту продолжалось, и в 1871—1873 годах министр внутренних дел Окубо Тосимити отправил двух европейских инженеров, шотландца Ричарда Брантона и голландца Исаака Линдо, провести экспертизу проекта. Брантон, который более всего был заинтересован в использовании порта Ниигата для международной торговли, высказался резко отрицательно, заявив, что проект точно приведёт к обмелению устья реки. Линдо был не так категоричен, но тоже подчёркивал многочисленные проблемы, с которыми был сопряжён проект, включая частые оползни при его строительстве. В результате их отзывов и народных волнений 1872 года, а также из-за колоссальных расходов на постройку, в 1875 году Окубо принял решение о заморозке проекта. К тому моменту бо́льшая часть канала, за исключением дамбы на берегу, была готова.
В 1881 году местные жители — землевладельцы и мелкие торговцы, ратовавшие за завершение канала, — основали организацию Синаногава тисуй кайся с целью сбора денег на завершение проекта. Кроме того, они добились разрешения на постройку новых защитных дамб вдоль реки.
В 1896 году очередное крупное наводнение подтолкнуло власти к действию. Прорыв дамбы у Йокоты (横田切れ) привёл к гибели 43 человек и затоплению более 43 тысяч домов и 58 тысяч га полей. К тому моменту победа в Японо-китайской войне обеспечила властям финансовую возможность поддержать проект; по всей стране на борьбу с наводнениями было выделено 100 миллионов йен. Работы возобновились в 1909 году с использованием современных материалов и технологий. Вместо дамбы канал от реки должна была отгородить плотина с механическим шлюзом наподобие использовавшихся при строительстве Панамского канала, где работал один из новых руководителей проекта, Акира Аояма. В 1922 году 10-километровый канал был завершён. После этого на равнине Этиго больше не было катастрофических наводнений.
Шлюз канала Окодзу пропускал в канал достаточно воды, чтобы та размыла его основание, и 24 июня 1927 года произошёл прорыв реки. Вода полностью перестала течь по основному руслу, вместо этого уходя по каналу напрямую в Японское море. Это привело к нехватке воды для ирригации 27 300 га полей, прекращению водоснабжения 9 городов, включая Ниигату, и невозможности навигации на участке реки между Нагаокой и Ниигатой. Для восстановления гидроузла потребовалось ещё 4 года и 4,5 миллиона йен. Плотина была перенесена выше по течению, а русло канала укреплено бетоном. В таком виде канал продолжает действовать по сегодняшний день.
В результате возведения канала бо́льшая часть осадка стала выноситься в море не у устья Синано, а у устья канала. Как следствие, тамошняя береговая линия продвигается приблизительно на 6 м в год, а береговая линия у устья Синано отступила за XX век на 400 м. Благодаря каналу и возведённому перед устьем реки в 1906 году молу резко уменьшилось заиление порта Ниигата.
В 1967 году в Ниигате началось возведение отводного канала Секия, он был открыт в 1972 году. Длина канала составляет 1,8 км, ширина — 240—280 м.
В 1989 году было завершено возведение плотины Мёкен выше Нагаоки. Плотина длиной 524 м имеет 8 шлюзов. Она была построена с целью уменьшить эрозию русла и компенсировать ежедневные колебания потока, вызванные работой лежащей выше ГЭС Одзия. Кроме того, по ней проходит дорога национального значения № 17. В 2004 году плотина пострадала от землетрясения в Тюэцу.
В 1992 году началась постройка новой плотины канала Окодзу на смену старой. Проект был закончен в 2000—2002 годах.

## Природа

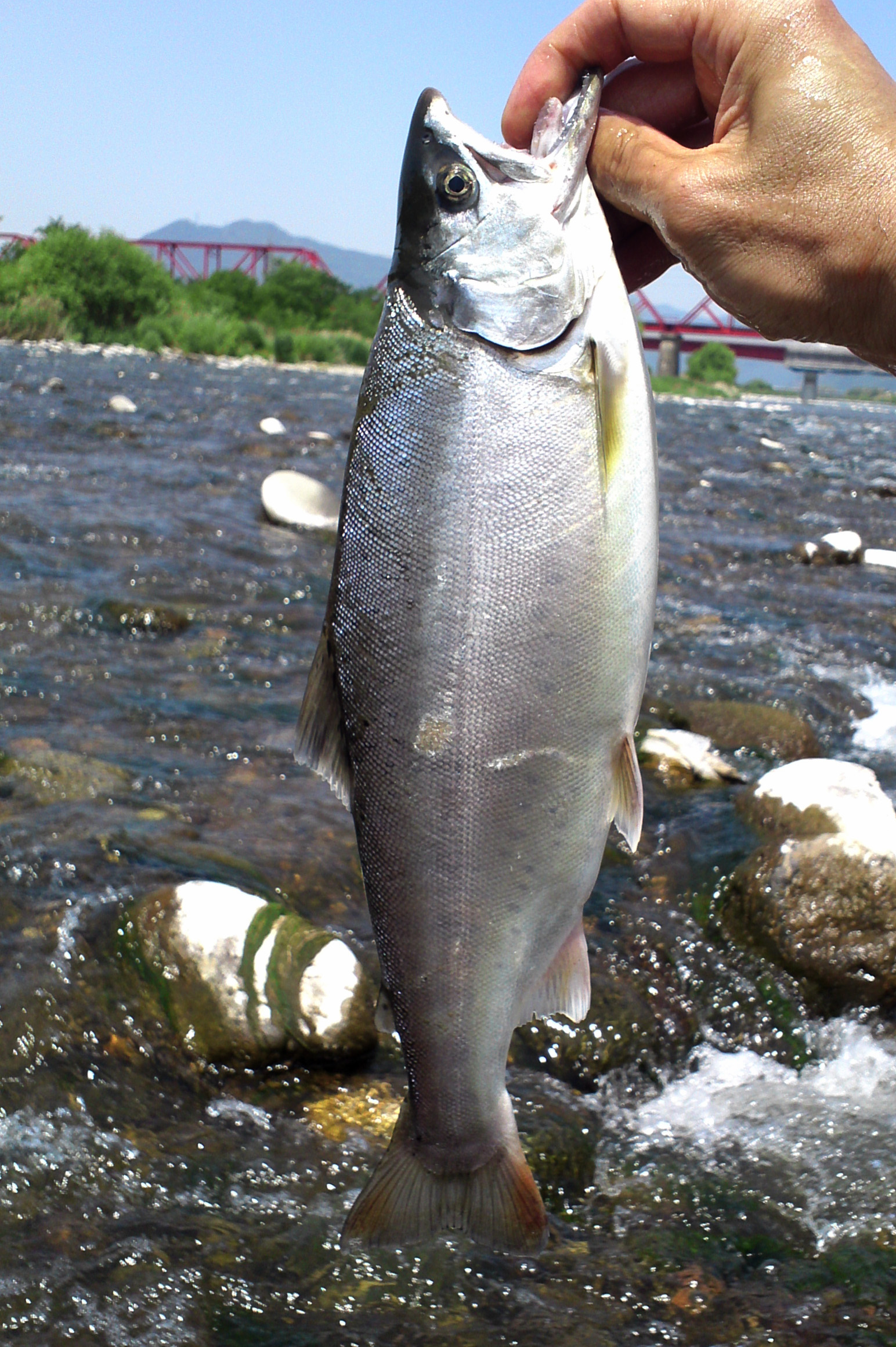
Сима, выловленная из Тикумы

### Флора и фауна
Река протекает через один из важнейших рисоводческих регионов Японии. Вдоль реки растут рощи ивы и ореха Зибольда; распространены фитоценозы лоха зонтичного и тростника обыкновенного.
В Синано водятся аю, крупночешуйная краснопёрка-угай, мелкочешуйная краснопёрка-угай, Opsariichthys platypus, трёхиглая колюшка, караси, карп, белый амур, амурский сом, амурский вьюн, большеротый окунь, синежаберный солнечник, лобан, пиленгас, кета, сима и другие рыбы. Из ракообразных встречаются Orisarma dehaani (Sesarmidae), Macrobrachium nipponense и японский мохнаторукий краб, из моллюсков — Cipangopaludina japonica (живородки), гребенчатка складчатая, Corbicula leana и Corbicula japonica. Земноводные представлены видами дальневосточная квакша и лягушка-бык, черепахи — видами китайская трёхкилевая черепаха и красноухая черепаха. Из птиц у реки наблюдаются восточная камышовка, красноухая овсянка и овсянка-ремез.
Особо важными считаются следующие виды: орлан-белохвост, растение пятичленник китайский, бабочка голубянка аргирогномон и рыба Tribolodon nakamurai (дальневосточные краснопёрки). Всего в реке водится 55 видов рыб, а вдоль неё произрастает 1129 видов растений.

### Качество воды
Согласно измерениям, проведённым в 2000—2001 годах в Нагаоке, ХПК достигает 11,1 мг/л; БПК составляет 0,6—1,3 мг/л; содержание взвешенных частиц — 5—112 мг/л. Исследование 1996 года обнаружило в реке следы 53 пестицидов, максимальная концентрация составила 8,2 мкг/л. В начале XXI века наблюдается снижение загрязнения воды пестицидами.
Согласно измерениям, проведённым в 1997 году, кислотность воды у истока реки составляет 6,7—6,8; в верховьях — 7,3—8,4; в низовьях — 6,8—7,7; жёсткость воды у истока реки составляет 7,1—7,4 мг/л; в верховьях — 8,3—33,8 мг/л; в низовьях — 44,0—50,1 мг/л. Концентрация натрия составила в верховьях 1,5—3,4 мг/л, а в низовьях — 10,6—24,3 мг/л; концентрация калия составила в верховьях 0,3—1,1 мг/л, а в низовьях — 1,9—4,9 мг/л; концентрация кальция составила в верховьях 2,4—12,7 мг/л, а в низовьях — 11,6—13,7 мг/л.

## Хозяйственное использование
На территории бассейна Синано проживает 2,95 миллиона человек. Из них более 2,5 млн человек получают питьевую воду из Синано.
На начало 1990-х годов 1490 м³/с реки и её притоков использовалось для производства электроэнергии (ежегодно производится 4,35 МВт⋅ч), 330 м³/с — для ирригации 85 тыс. га полей, 26 м³/с — для нужд промышленности, 9 м³/с — для водоснабжения населённых пунктов — и 14 м³/с — для прочих нужд.
Во впадине Нагано вода Тикумы используется для полива многочисленных фруктовых садов, благодаря солнечному, холодному и сухому климату там выращивают яблоки, абрикосы и персики. На равнине Этиго воды реки отводятся для полива рисовых полей. В префектуре Нагано вода Тикумы используется для полива около трети сельскохозяйственных земель (более 34 тыс. га), в префектуре Ниигата речная вода используется для полива более 40 % земель (более 75 тыс. га).
Кроме того, в горных районах, где выпадает очень много снега, в притоки реки сбрасывается выпавший в городах снег.
Крупнейшими водохранилищами в бассейне Синано являются Нагавадо (объём — 123 млн м³), Такасе (объём — 76,2 млн м³), Омати (объём — 33,9 млн м³), Нанакура (объём — 32,5 млн м³) и Сагури (объём — 27,5 млн м³).

### Выработка электроэнергии

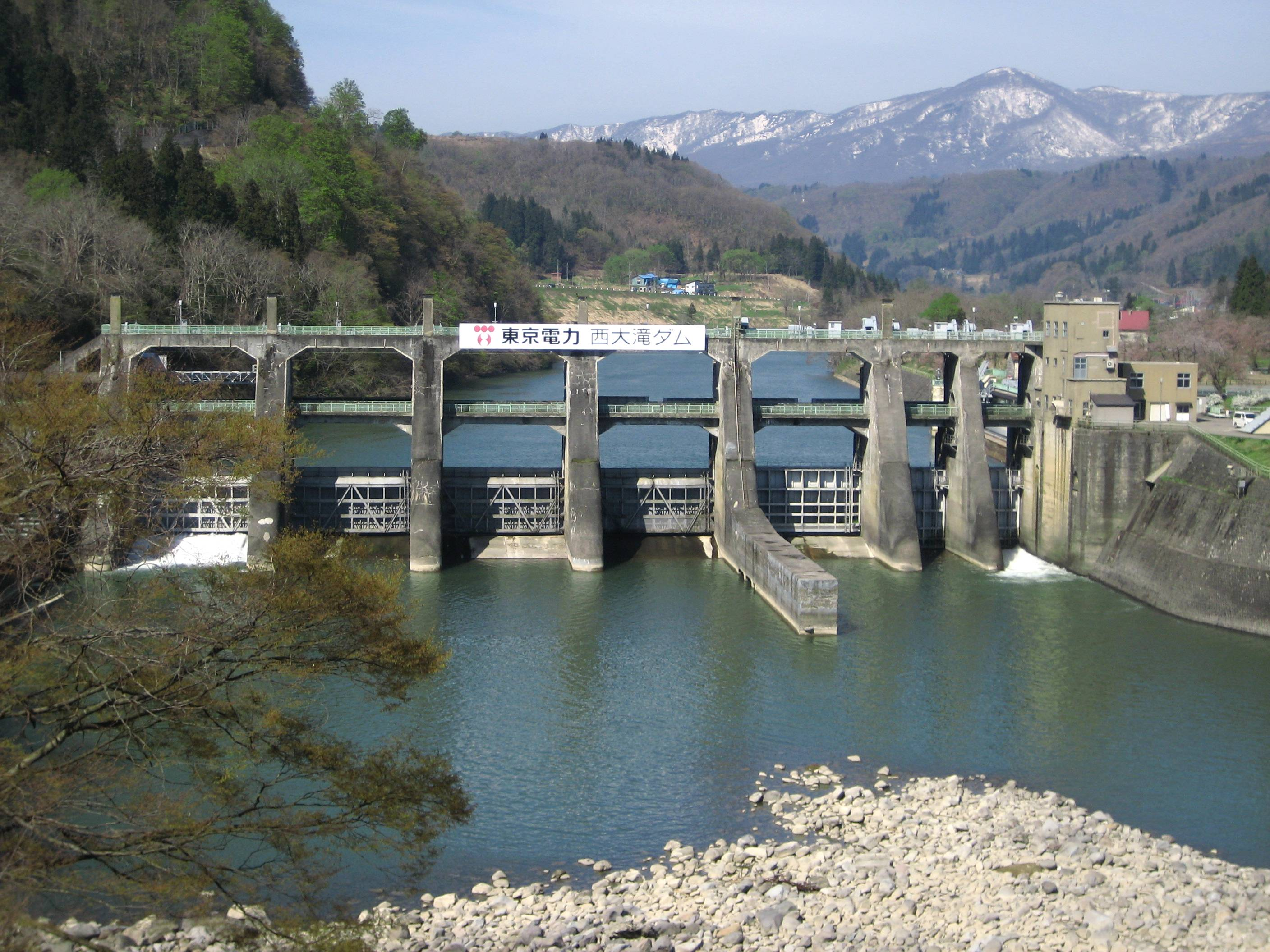
Плотина Нисиотаки

Крупнейшая в бассейне Синано ГЭС — Синтакасегава на реке Такасе (TEPCO) — имеет мощность 1 280 000 кВт⋅ч. В городе Адзумино на реке Хотака (穂高川), притоке реки Сай, расположена ГЭС Миясиро № 1, на которой установлена старейшая в Японии действующая гидравлическая турбина (произведена немецкой компанией Фойт Гидро), установленная в 1904 году. От плотины Миянака вода Синано отводится к трём ГЭС, принадлежащим железнодорожной компании JR East (ГЭС Одзия, Одзия № 2 и Сендзю). В совокупности эти три станции называются Синаногава. В марте 2009 года выяснилось, что компания в течение 5 лет отбирала воду из реки в объёме, превышающем квоту; в результате ГЭС прекратила работу. Компания получила разрешение возобновить производство электричества в июне 2010 года. ГЭС обеспечивает 22,9 % электричества, потребляемого JR East.

### Транспорт
Вдоль реки проложены железнодорожные линии Иияма и Синано (участок Коморо-Синонои, до 1997 года являлся частью линии Синъэцу).
Уже в «Энгисики» (X век) упоминается о существовании порта в устье Синано. В начале XVII века начал развиваться судоходный путь Нагаока — Ниигата, по которому в основном перевозили рис и лес. В эпоху Эдо порт Ниигата, располагавшийся у устьев двух крупных рек (Синано и Агано) пережил расцвет. Через него проходил большой объём риса, отправлявшегося даймё (князьями) сёгунату в Эдо. Из Ниигаты суда отправлялись в Осаку через пролив Симоносеки. В низовьях реки судоходство контролировала гильдия-монополист Нагаока-Фунадо (яп. 長岡船道), получавшая большую прибыль от торговли. На территории нынешней префектуры Нагано судоходство на реке началось в 1790 году. Между Фукудзимадзюку и Ниси-Отаки перевозили рис, лес, соль, масло и гречиху.
На начало XX века река была судоходна для небольших судов на 75 км. C 1991 года в Ниигате действует речной трамвай, курсирующий между историческим музеем Ниигаты и Ниигата-Фурусато-мура.

## Наводнения

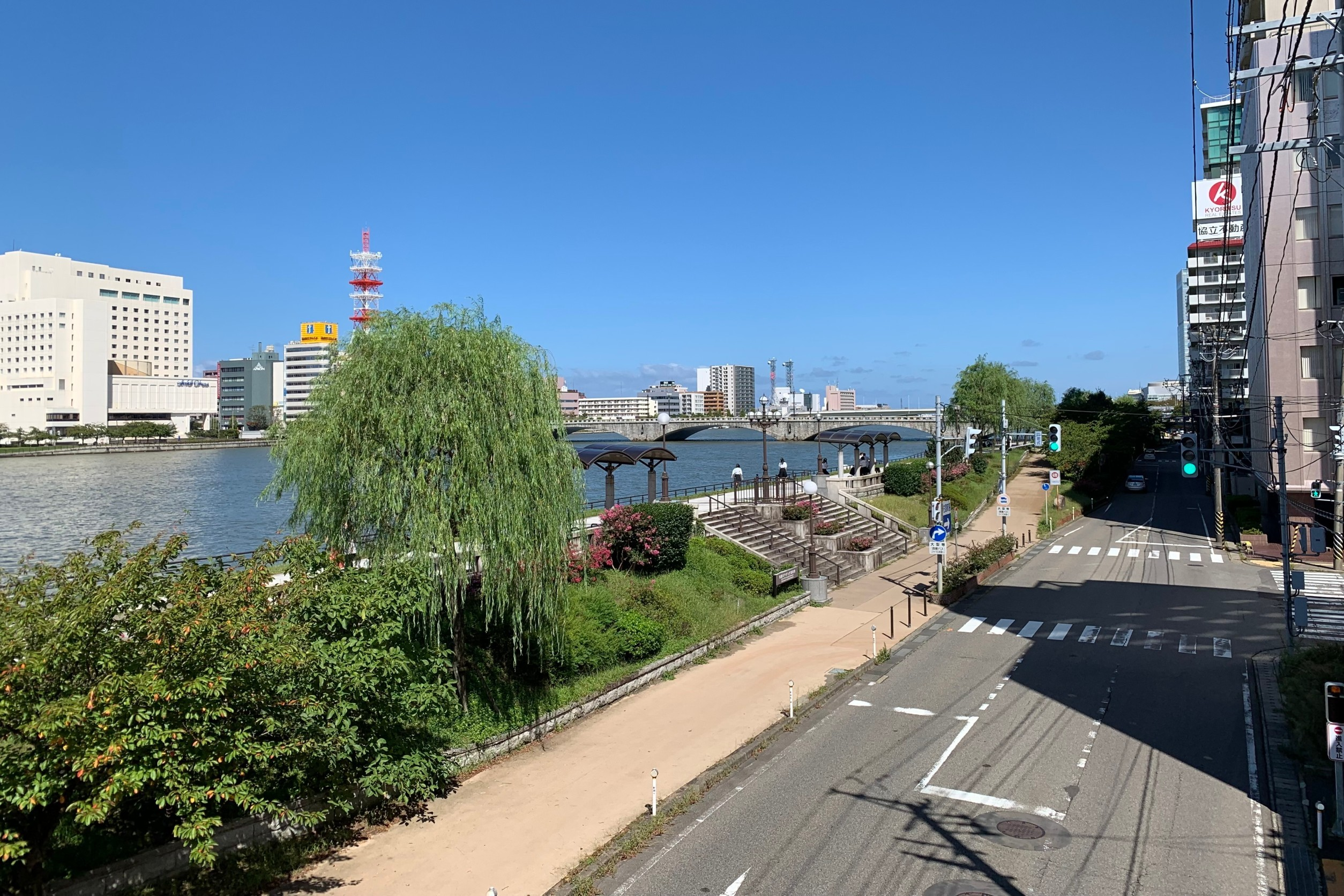
Парк Ясурагитей

В старину течение реки и её притоков неоднократно перекрывали оползни, образовывая подпрудные озёра. Прорыв этих природных плотин приводил к катастрофическим наводнениям. До Нового времени во время наводнений старались не полностью избежать разлива реки, а уменьшить энергию воды. В некоторых районах вдоль реки строили прерывистые дамбы, позволяющие воде легко уйти после наводнения. Сплошными дамбами окружали деревни и поля. Многие дома строили на возвышенностях, укреплённых каменными стенами. Небольшие мосты строили таким образом, чтобы во время половодья воспользоваться ими в качестве плотов.
Крупнейшее в истории наводнение в верховьях реки произошло 1—2 августа 1742 года, его называют Ину-но-мансуй. Уровень воды поднялся на 5 метров, и, по оценкам, в результате погибло около 2800 человек, а восстановление региона заняло несколько десятилетий.
В ХХ и XXI веках самые разрушительные наводнения происходили в 1917, 1959, 1961, 1969, 1981, 1983, 2004 и 2011 годах. В 1959 году наводнение привело к гибели 53 человек (погибли или пропали без вести), было затоплено 4500 домов. В 1981 году погибло 2 человека и пострадало 2948 домов, расход воды достиг 9640 м³/с. Во время землетрясения в Ниигате в 1964 году большой ущерб нанесла приливная волна, обратившая течение реки вспять; в самых низколежащих районах вода не уходила в течение месяца.
Некоторые районы Ниигаты у устья Синано лежат ниже уровня реки и уровня моря, что является результатом значительного проседания почвы между 1955 и 1975 годами. Для защиты города от наводнений на берегах реки в 1983—1987 годах была увеличена высота дамб, на них был разбит парк Ясурагитей.
Основную роль в предотвращении наводнений играют отводной канал Окодзу и плотина Мёкен. Плотина Окодзу поддерживает в основном русле постоянный расход воды в 270 м³/с.
На конец 1980-х на реке и её притоках имелось 85 плотин.